# K. T. Stevens
K. T. Stevens, pseudonimo di Gloria Wood (Hollywood, 20 luglio 1919 – Brentwood, 13 giugno 1994), è stata un'attrice statunitense.

## Biografia
Gloria Wood era figlia del regista cinematografico Sam Wood e dell'attrice teatrale Clara Rausch. Anche la sorella Jane diventerà un'attrice con il nome di Jeane Wood. Gloria apparve già in due film nel 1921, a due anni, ma i genitori si opposero sempre, quando fu cresciuta, al suo desiderio di diventare un'attrice, così che nel 1938 la giovane lasciò la loro casa andando a vivere con la sorella e il marito di questa, l'attore John Hiestand, a Los Angeles.
Prese lezioni di recitazione e partecipò a rappresentazioni teatrali a New York con il nome di Katherine Stevens, finché il padre la raccomandò al commediografo e produttore George S. Kaufman, che la fece recitare in due sue commedie, You Can’t Take It with You e The Man Who Came to Dinner. Tornata in California, nel 1940 fu diretta dal padre in Kitty Foyle, ragazza innamorata, con Ginger Rogers. Intervallando cinema e teatro e adottando il nome di K. T. Stevens, fece la spola tra Hollywood e New York fino al 1944, quando recitò nel suo film più importante, Address Unknown, candidato nel 1945 a due premi Oscar.
Dopo Il porto di New York (1949) e Sola col suo rimorso (1950), con Joan Crawford, iniziò a interpretare serie televisive che furono per trent'anni la sua prevalente attività artistica. Pochi i film in cui apparve ancora, l'ultimo dei quali, Una moglie per papà (1994), fu terminato poco prima della morte, avvenuta per un cancro ai polmoni. Fu cremata e le ceneri disperse.

## Vita privata
Per qualche tempo fidanzata con il miliardario Alfred Vanderbilt, il 7 maggio 1946 sposò l'attore Hugh Marlowe, dal quale ebbe due figli nel 1948 e nel 1951. La coppia divorziò nel 1967 e l’attrice non si risposerà più.

## Filmografia

### Cinema
- Biricchinate (Peck's Bad Boy), regia di Sam Wood (1921)
- Mezza pagina d'amore (Don't Tell Everything), regia di Sam Wood (1921)
- Kitty Foyle, ragazza innamorata (Kitty Foyle), regia di Sam Wood (1940)
- L'ispiratrice (The Great Man's Lady), regia di William A. Wellman (1942)
- Address Unknown, regia di William Cameron Menzies (1944)
- Il porto di New York (Port of New York), regia di László Benedek (1949)
- Sola col suo rimorso (Harriet Craig), regia di Vincent Sherman (1950)
- Squadra omicidi (Vice Squad), regia di Arnold Laven (1953)
- I senza legge (Tumbleweed), regia di Nathan Juran (1953)
- Jungle Hell, regia di Norman A. Cerf (1956)
- Bob & Carol & Ted & Alice, regia di Paul Mazursky (1969)
- Adam at Six A.M., regia di Robert Scheerer (1970)
- Questo sesso ribelle (Pets), regia di Raphael Nussbaum (1973)
- They're Playing with Fire, regia di Howard Avedis (1984)
- Una moglie per papà (Corrina, Corrina), regia di Jessie Nelson (1994)

### Televisione
- Lights Out – serie TV, episodio 3x22 (1951)
- Lucy ed io (I Love Lucy) – serie TV, episodio 1x21 (1952)
- The Ford Television Theatre – serie TV, episodio 1x17 (1953)
- Studio 57 – serie TV, episodio 1x22 (1955)
- Matinee Theatre – serie TV, episodi 1x126-2x31 (1956)
- Alfred Hitchcock presenta (Alfred Hitchcock Presents) – serie TV, episodio 2x05 (1956)
- State Trooper – serie TV, episodio 1x04 (1956)
- The Millionaire – serie TV, episodio 3x15 (1956)
- Schlitz Playhouse of Stars – serie TV, episodi 4x10-6x17 (1954-1957)
- Crossroads – serie TV, episodio 2x20 (1957)
- Lux Video Theatre – serie TV, episodio 7x40 (1957)
- Carovane verso il West (Wagon Train) – serie TV, episodio 1x11 (1957)
- Mike Hammer – serie TV, episodio 2x30 (1959)
- The Lineup – serie TV, episodio 6x07 (1959)
- Il tenente Ballinger (M Squad) – serie TV, episodio 3x29 (1960)
- Gli uomini della prateria (Rawhide) – serie TV, episodio 3x05 (1960)
- Manhunt – serie TV, episodio 1x35 (1960)
- I racconti del West (Dick Powell's Zane Grey Theater) – serie TV, episodio 5x18 (1961)
- June Allyson Show (The DuPont Show with June Allyson) – serie TV, episodio 2x20 (1961)
- Hawaiian Eye – serie TV, episodio 3x14 (1961)
- Thriller – serie TV, episodi 1x21-2x26 (1961-1962)
- L'ora di Hitchcock (The Alfred Hitchcock Hour) – serie TV, episodio 1x10 (1962)
- The Rifleman – serie TV, 5 episodi (1960-1963)
- Going My Way – serie TV, episodio 1x25 (1963)
- General Hospital – serial TV, 2 puntate (1963)
- Mr. Novak – serie TV, episodio 2x01 (1964)
- The Patty Duke Show – serie TV, episodio 3x02 (1965)
- Perry Mason – serie TV, episodi 2x29-5x28-9x07 (1959-1965)
- I giorni di Bryan (Run for Your Life) – serie TV, episodio 1x20 (1966)
- Iron Horse – serie TV, episodio 1x12 (1966)
- La grande vallata (The Big Valley) – serie TV, episodi 1x20-2x17 (1966-1967)
- Il tempo della nostra vita (Days of Our Lives) – serial TV, 1 puntata (1967)
- Mannix – serie TV, episodio 5x01 (1971)
- Adam-12 – serie TV, episodio 7x13 (1975)
- S.W.A.T. – serie TV, episodio 2x11 (1975)
- La casa nella prateria (Little House on the Prairie) – serie TV, episodio 2x15 (1976)
- Bronk – serie TV, episodio 1x20 (1976)
- Marcus Welby (Marcus Welby, M.D.) – serie TV, episodio 7x21 (1976)
- Buck Rogers (Buck Rogers in the 25th Century) – serie TV, episodio 1x08 (1979)
- Febbre d'amore (The Young and the Restless) – serial TV (1976-1980)
- California (Knots Landing) – serie TV, episodio 10x09 (1979)

## Doppiatrici italiane
- Dhia Cristiani in Sola col suo rimorso, Squadra omicidi
- Clelia Bernacchi in I senza legge